# 塘栖区
塘栖区，是中国浙江省原余杭县(今余杭区)的一个县辖区，1992年撤销。塘栖区总人口180927(1987年末)。政府驻塘栖镇市心街。

## 建制沿革
塘栖区辖4镇5乡，分别为塘栖镇、塘南乡、超山乡、宏磻乡、沾驾桥乡、崇贤镇、东塘镇、獐山镇、云会乡。